# Flughafen Uruguaiana

i8
i11
i13
Der Flughafen Uruguaiana  (portugiesisch Aeroporto Internacional de Uruguaiana/Ruben Berta; IATA-Code: URG, ICAO-Code: SBUG) ist ein öffentlicher Flughafen auf 78 m Seehöhe, 9 km von Uruguaiana, Rio Grande do Sul, Brasilien entfernt. Die Fläche des Flughafens beträgt 114 ha. Er hat eine Asphaltpiste mit  1500 m Länge und 30 m Breite.

## Geschichte
Auf dem alten Flugplatz der Stadt, wo sich heute der Hangar der Fronteira Aeropolicial Base (BAF), der 2. Luftwaffenstaffel der Militärbrigade von Rio Grande do Sul, befindet, wurde 1945 der Bundesflughafen von Uruguaiana eingeweiht.
1951 begannen die Arbeiten am neuen Passagierbahnhof am Flughafen Uruguaiana. Der Flughafen wurde am 1.  Januar 1965 für den Flugverkehr und die Öffentlichkeit geöffnet.
Am 29. September 1967 wurde der Namen in Rubem Berta Airport, zu Ehren eines der Pioniere der brasilianischen kommerziellen Luftfahrt, des ersten Mitarbeiters von Varig und später dessen Präsident, geändert.
Ab November 1974 wurden Flughäfen, die von in- und ausländischen Zivilflugzeugen als erster Zwischenstopp bei der Einreise und als letzter Zwischenstopp beim Abflug aus dem Staatsgebiet genutzt wurden, zu internationalen Flughäfen. Mit der Änderung erhielt der Ort den Namen Uruguaiana International Airport – Rubem Berta. Im Oktober 1980 übernimmt Infraero die technische, administrative und betriebliche Zuständigkeit für den internationalen Flughafen Rubem Berta.
Nach der 6. Runde im Jahr 2021 der Flughafenkonzessionen wurde CCR der Gewinner der Süd- und Zentralblöcke und erhielt damit die Konzession für den Flughafen Uruguaiana. Die Betriebsaufnahme durch die CCR-Gruppe erfolgte im Jahr 2022.

## Flugbetrieb
Im Jahr 2022 wurden 29.765 Passagiere transportiert. Es wurden 905 nationale und 3 internationale Flugbewegungen durchgeführt.
Azul Linhas Aéreas ist die wichtigste Fluggesellschaft für den Flughafen.